# Туризм у Бутані

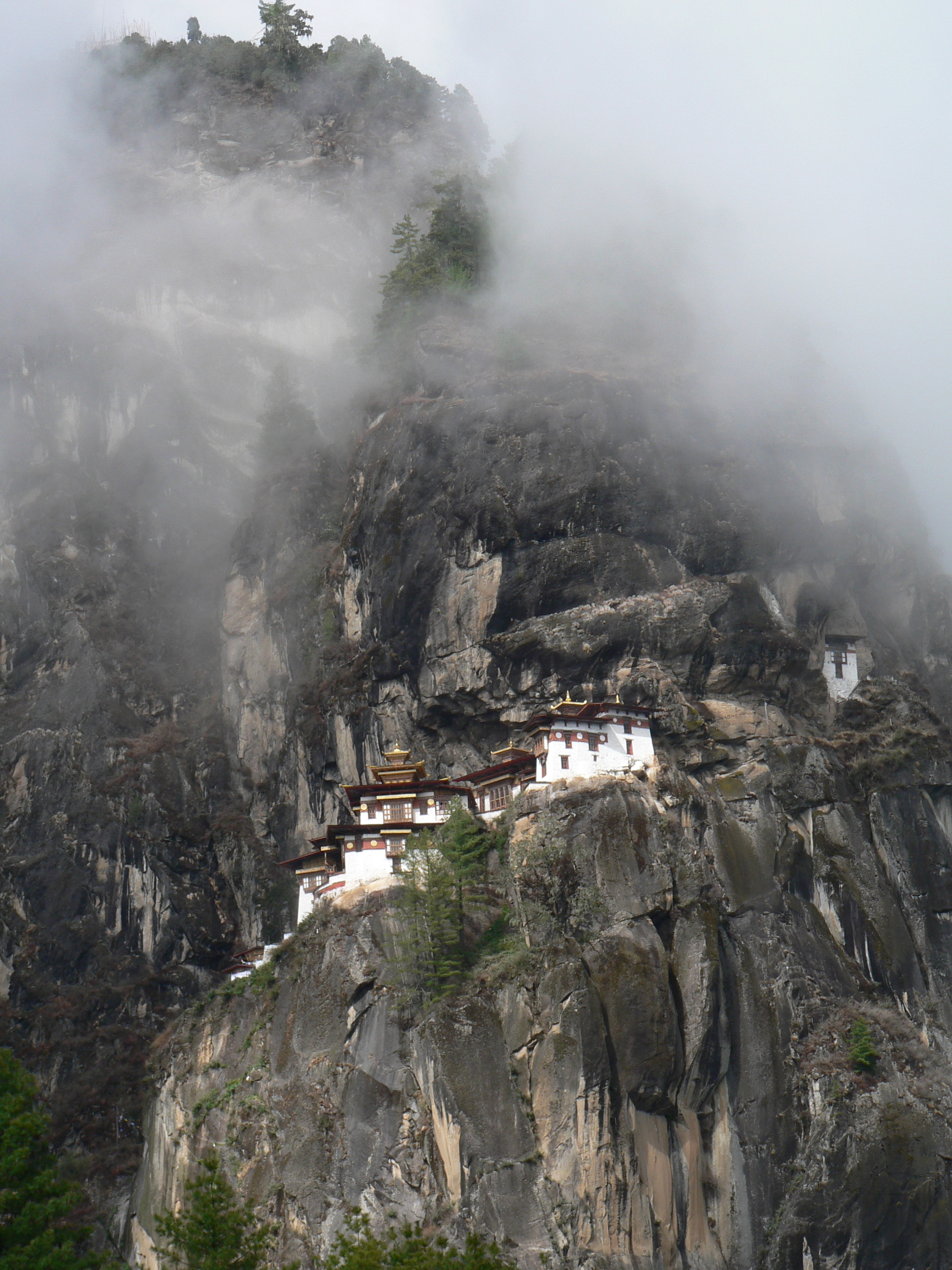
Такцанг-лакханг серед хмар

Туризм у Бутані — один із секторів економіки Бутану.
Його історія почалася в 1974 році, коли уряд Бутану, з метою підвищення доходів населення, а також, щоб показати унікальну культуру і традиції країни зовнішньому світу, відкрив її для іноземців. До цього потрапити в країну можна було тільки на особисте запрошення короля чи королеви.
У 1974 році Бутан відвідали 287 туристів. З того часу кількість туристів, які відвідують країну щорічно, різко зросла від 2850 у 1992 році до 7158 в 1999 році. До кінця 1980-х років туризм давав країні понад $ 2  млн річного доходу.
Попри відкритість для іноземців, уряд усвідомлює, що туристи можуть вплинути на унікальні та практично незаймані ландшафти Бутану і його культуру. Тому він спочатку обмежив туристичну активність, віддаючи перевагу туризму вищої якості. З 1991 року діє бутанська туристична корпорація, квазіавтономна і самофінансована організація, що реалізує політику уряду в галузі туризму. Бутанський уряд, проте, приватизував корпорацію в жовтні 1991 року, сприяючи приватним інвестиціям і діяльності. В результаті в країні у 2000 році вже діяли понад 75 ліцензованих туристичних компаній.
Кожен турист повинен платити досить високе мито за кожен день перебування в країні. Кількість туристів, які в'їжджають в країну, не обмежена і визначається кількістю місць в готелях.
Найважливішими центрами туризму є столиця Бутану Тхімпху та місто Паро на заході країни, недалеко від Індії. Головною туристичною визначною пам'яткою країни є монастир Такцанг-лакханг.
Єдиною авіакомпанією, якій дозволені польоти в Бутан, є Druk Air.

## Туристичні маршрути Бутану
Поступовий розвиток туризму призвів до обладнання туристичних маршрутів, в які входять відвідини культурних об'єктів і проходження гірських стежок.
Для туристів за підтримки уряду обладнуються стежки, на яких підтримується необхідна інфраструктура — хатини для ночівлі, супровід туристів з кіньми і яками. Села на туристичному маршруті несуть відповідальність за його підтримку й отримують також певні доходи. Нерідко в туристичні стежки обладнують стародавні караванні шляхи .
Найвідоміші гірські маршрути:
- Стежка Джомолхарі від Паро через Друкг'ял-дзонг до підніжжя священної гори Джомолхарі, а далі через Лінгжі-дзонг в Тхімпху.
- Шлях до гарячих джерел Гаса-цачу через Гаса. Можливий як продовження стежки Джомолхарі, коли від Лінгжі-дзонгу дорога йде на Лая і в Гаса на Пунакха, так і з іншого боку від Пунакха тільки до гарячих джерел і назад.
- Стежка Снігової Людини від Лая в Лунана і далі в Вангді-Пходранг через кілька перевалів.
- Стежка на Дхур-цачу від селища Дхур в Бумтангу до гарячих джерел Дхура-цачу. Існує можливість з'єднання цього маршруту зі Стежкою Снігової Людини через важкий перевал від Лунана до Дхур-цачу біля підніжжя гори Гангкхар Пуенсум.
- Культурний маршрут в Бумтангу від Джакара через Тангбі-лакханг до палацу Уг'єн Чолінг з поверненням через долину Танг.
- Маршрут до монастиря Гангтей-гомпа.

## Екологічний вплив туризму
Бутан є лідером у сфері екологічного туризму. Політика "високої вартості, низького обсягу" сприяє збереженню природних ресурсів та мінімізації негативного впливу на навколишнє середовище. Туристичні доходи використовуються для підтримки національних парків та заповідників, що сприяє збереженню біорізноманіття.
Масовий туризм може призвести до екологічних проблем, таких як забруднення, ерозія ґрунтів та втрата природних середовищ. Однак, завдяки обмеженням на кількість туристів та строгим екологічним стандартам, Бутан вдається уникати багатьох негативних наслідків.
Для забезпечення сталого розвитку туризму в Бутані важливо продовжувати впроваджувати екологічні стандарти, регулювати туристичні потоки та активно залучати місцеві громади до процесу планування та управління туризмом. Це допоможе мінімізувати негативні впливи та забезпечити збереження природних ресурсів для майбутніх поколінь.

## Економічний вплив туризм
Туризм є важливим джерелом доходів для Бутану. Він сприяє створенню робочих місць у різних секторах, таких як готельний бізнес, ресторанна справа, транспорт та розваги. Туризм приносить значні валютні надходження, що допомагає зміцнити національну економіку. За даними 2019 року, туризм забезпечив близько 30% від загального експорту послуг та значну частку ВВП країни.
Непрямий вплив туризму включає підвищення попиту на місцеві продукти та послуги, що стимулює розвиток сільського господарства, ремесел та інших галузей. Розвиток туристичної інфраструктури, такої як дороги, аеропорти та комунікаційні системи, також має позитивний вплив на економіку.
Бутан впровадив унікальну політику "високої вартості, низького обсягу" для туризму, що обмежує кількість туристів та забезпечує високу якість обслуговування. Це сприяє збереженню культурної та природної спадщини країни, а також забезпечує стабільний потік доходів.